# Living on My Own
«Living On My Own» (‘Viviendo por Mi Cuenta’, en español) es una canción compuesta por Freddie Mercury, publicada en el disco Mr. Bad Guy, una de las canciones en solitario más exitosas del vocalista y pianista de Queen.

## Detalles
Fue lanzado originalmente como un sencillo (junto a "My Love Is Dangerous") en septiembre de 1985 en el Reino Unido, donde alcanzó el puesto # 50. En el lanzamiento en Estados Unidos "She Blows Hot And Cold" aparece como lado B.
En 1993, 2 años después de la muerte de Mercury, se hizo una remezcla del tema bajo el título "No More Brothers Mix", haciendo llegar esta versión al puesto #1 en el Reino Unido, siendo el único tema de Freddie Mercury en solitario en alcanzar esta posición. 
También fue ganador de un Brit award el cual, por supuesto, Mercury no pudo recoger en persona, pero en reconocimiento lo hicieron sus compañeros Brian May y Roger Taylor quienes expresaron: "Este premio, con gusto lo hubiera recogido Freddie, pero lamentablemente no está con nosotros, espero que donde esté..., esté orgulloso de su trabajo, y avisen a la gente que vamos a sacar un álbum recopilatorio de todos los éxitos de Queen, incluyendo los temas en solitario de Freddie Mercury, estén atentos, y Freddie en el cielo les agradece el premio".
Más tarde en 1998, el artista Jerry Daley sacó una nueva versión dance de esta canción que está incluida en numerosos recopilatorios de música "dance".

## Video promocional
El videoclip de "Living on My Own" y su remix recoge imágenes de la fiesta del 39.º cumpleaños de Mercury en 1985 en Múnich, que contó con la presencia de amigos cercanos (entre quienes también estaba su última pareja) incluyendo asimismo a Brian May, a quien se ve con su esposa.
En aquel año, cuando Mercury sacó el video a la luz, recibió críticas por la presencia de travestis, transexuales o drag queens que aparecen a lo largo del clip, a lo cual Mercury contestó con estas declaraciones, "No sé por qué la gente critica mis videos, el tema habla sobre vivir por sí mismo, y no vivir de las malas críticas de la gente, mis amistades son importantes para mí, y espero que la gente aprenda a aceptarlas, porque son parte de mi vida".

## Posicionamiento en listas y certificaciones
| Lista (1985)                   | Mejor posición |
| ------------------------------ | -------------- |
| Reino Unido (UK Singles Chart) | 50             |

| Lista (1993)                          | Mejor posición |
| ------------------------------------- | -------------- |
| Alemania (Offizielle Deutsche Charts) | 2              |
| Austria (Ö3 Austria Top 40)           | 2              |
| Bélgica (Flandes) (Ultratop 50)       | 2              |
| Eurochart Hot 100                     | 1              |
| España (AFYVE)                        | 1              |
| Francia (SNEP)                        | 1              |
| Irlanda (IRMA)                        | 1              |
| Italia (FIMI)                         | 1              |
| Noruega (VG-lista)                    | 1              |
| Países Bajos (Dutch Top 40)           | 2              |
| Reino Unido (UK Singles Chart)        | 1              |
| Suecia (Sverigetopplistan)            | 1              |
| Suiza (Schweizer Hitparade)           | 2              |

| País        | Organismo certificador | Certificación | Ref.   |
| ----------- | ---------------------- | ------------- | ------ |
| Alemania    | BVMI                   | Platino       | [ 13 ] |
| Francia     | SNEP                   | Plata         | [ 14 ] |
| Reino Unido | BPI                    | Oro           | [ 15 ] |